# Ernst Vollertsen
Ernst Vollertsen (5. december 1931 i Slesvig by–2. januar 2008 i Bredballe ved Vejle) var lærer ved Dansk Skoleforening for Sydslesvig fra 1955, lokalpolitiker og aktiv i det danske foreningsliv i Sydslesvig.
Toppen af karrieren i det danske mindretal i Sydslesvig var ti år som formand for Sydslesvigsk Forening, hvis guldnål han fik, og derudover blev han både Ridder af Dannebrog og modtager af den tyske fortjenstorden Bundesverdienstkreuz.

## Vollertsen-familien bekendte sig til danskheden
Familien Vollertsen tilsluttede sig det danske mindretal i 1946 efter det tredje riges forlis. Et sådant bevidst valg af danskhed og danske værdinormer fører erfaringsmæssigt til langt større bevidsthed om sindelaget, end man finder hos rigsdanskere, der ikke har været nødt til at tage en beslutning om deres nationale ståsted. Som rigsdansker kan man opleve at føle, at sydslesvigere er mere danske end vi selv, og det er fordi de har haft noget at kæmpe for. Sådan en sydslesviger var Ernst Vollertsen. Han har kæmpet danskhedens sag i Sydslesvig på ganske uegennyttig vis og aldrig fremhævet sig selv; for han var en meget beskeden mand.
Ernst Vollertsens far, Johannes, var som arbejder socialist og stod dermed i modsætning til nazisterne, så valget af dansksindethed var nærliggende efter krigen, og samtidig var det et modigt valg, for den danske folkegruppe i Sydslesvig var endnu et forfulgt mindretal. Da nazisterne i 1938 afkrævede familien en arierattest, pegede sporene mod København som slægtens oprindelse.

## Dansk skolevirke
Familien boede på fiskerlejet Holmen i Slesvig, og Ernst gik i tysk skole, til han var 14 år gammel. Han blev så sat i dansk skole i Slesvig, hvilket har været en brat omvæltning; men hans danske sprog fik en kraftig saltvandsindsprøjtning, da han gennem Sydslesvigske Børns Ferierejser kom på sommerferieophold hos en familie i Himmerland. Han blev hurtigt så god til dansk, at han efter bestået dansk mellemskoleeksamen i 1949 kunne forestå undervisningen af en dansk skoleklasse i Slesvig, fordi der dengang var stor lærermangel; men senere samme år kom han på Rødding Højskole og efterfølgende 1950-51 i præparandklasse på Jaruplund Højskole. I perioden 1951-1955 gik han på Ribe Statsseminarium, og her lærte han sin kone Karen Margrethe fra Vejle-egnen at kende.
Efter bestået lærereksamen vendte Ernst Vollertsen tilbage til Sydslesvig. Han var lærer i Husum 1955-1960 og var skoleleder på den senere nedlagte skole i Mårkær 1960-61, i Sønder Brarup 1961-1970. De sidste 22 år af sin lærergerning (1970-1992) var han overlærer på Hiort Lorenzen-Skolen i Slesvig.

## Tillidshverv
Ernst Vollertsen var næstformand i Sydslesvigsk Forening (SSF) i Husum 1957-60, næstformand for SdU's hovedkreds for Husum Amt 1958-60, SSF's og SSW's næstformand i Gottorp Amt 1966-1973, medlem af SSW's hovedudvalg og SSF's hovedstyrelse, SSW-kommunerådsmedlem i Sønder Brarup 1966-70, næstformand i Sydslesvigsk Forening (SSF) 1971–1977, og han var formand i perioden 1977–1987. Han var medlem af kommunerådet i Lyrskov ved Slesvig, hvor han boede, 1974–1997 som repræsentant for SSW, og heraf de sidste 11 år første viceborgmester. 1981–1986 radiorådsmedlem ved NDR. 1981–1987 medlem af den tyske regerings kontaktudvalg for det danske mindretal. 
Vollertsen var også sekretær for den danske voksenundervisning i Sydslesvig 1971-92, lægdommer ved overforvaltningsretten i Lüneburg fra 1978. Bestyrelsesmedlem i TV-Syds støtteforening 1985-97. Medlem af Institut für Weiterbildung i Slesvig-Flensborg Amts Beirat i 1974-92. Og en del andre ting, som vi vil forbigå her.

## Otium
I 1997 flyttede Ernst Vollertsen med sin kone Karen Margrethe til hendes hjemegn ved Vejle, hvor de slog sig ned i bydelen Bredballe nord for Vejle Fjord. Han søgte og fik dansk statsborgerskab. Han opretholdt kontakten til Sydslesvig og var fortsat medlem af de danske foreninger i Sydslesvig, han hidtil havde været medlem af. Samtidig indtrådte han i bestyrelsen for Grænseforeningen for Vejle og var fortsat bestyrelsesmedlem i Slesvigsk Samfund, en anden forening under paraplyorganisationen Grænseforeningen med hjemsted i København.

## Børn
Ernst Vollertsens ene søn, Nils Vollertsen, født i 1956, bor i Slesvig og er uddannet først som folkeskolelærer og dernæst som historiker, lic.phil. og har bl.a. arbejdet som forskningslektor. Ud over sit virke som historisk forfatter er han kendt som sydslesvigsk billedkunstner. Se SDK. – 
En anden søn, Jes Vollertsen, er professor, ph.d. i miljøteknik på Aalborg Universitet. – 
En tredje søn, Arne Vollertsen, er uddannet journalist i Aarhus, tidligere formidlingschef på Katrinebjerg, kommunikationschef på Designskolen i Kolding og kommunikationsansvarlig i Spinderihallerne i Vejle. Nu selvstændig kommunikationsrådgiver i Vollertsen Kommunikation.